# Ianache Văcărescu
Ianache Văcărescu (n. anii 1650, Văcărești, Dâmbovița, România – d. 26 august 1714, Constantinopol, Imperiul Otoman) a fost un boier român, care a deținut mari dregătorii în timpul domniei lui Constantin Brâncoveanu. Ca om de încredere al voievodului Țării Românești, i-a împărtășit soarta, urmându-l la Constantinopol în aprilie 1714, unde a fost executat de otomani în 15/26 august 1714. Deși Istoria generală a Daciei a lui Dionisie Fotino (1859) a pus în circulație greșeala des perpetuată că ar fi fost ginerele voievodului, în fapt Văcărescu a fost cumnatul său, fiind frate după mamă cu doamna Maria Brâncoveanu.

## Biografie
Ianache se trăgea din familia boierească Văcărescu, fiind  fiul boierului Negoiță Văcărescu spătarul și al Necșuței Bucșanu. Din această căsătorie a avut un frate mai mic, Ivan. Mama lor s-a despărțit de Negoiță Văcărescu „pentru ale lui fapte nebunești” – după cum consemnează un document dat domnul Antonie vodă – și s-a recăsătorit cu Neagu, fiul lui Antonie din Popești. Din această căsătorie s-au mai născut patru copii, printre care și Maria, viitoarea soție a lui Constantin Brâncoveanu.
Documentele consemnează că în 1688 Ianache Văcărescu a primit poruncă de la noul domn, Constantin Brâncoveanu, să construiască un pod pentru trupele otomane, care erau în război cu imperialii. În dregătoria de vătaf de copii, a fost încredințat de Brâncoveanu cu misiunea de a-l prinde pe slugerul Ștefan Cioran, care era învinuit de-al fi susținut pe Constantin Bălăceanu, adversarul domnului.
Ianache Văcărescu este menționat în contextul revoltei din 1693 a lui Staico paharnicul, Preda căpitanul de la Proroci și Preda căpitanul de la Milcov, Iacșă căpitan Sârbul și Radu Hațeg. După ce boierii au fost predați domnului, Staico și Preda de la Proroci au fost duși la Mânăstirea de la Snagov, unde au fost bătuți „pă talpe” de căpitanul de lefegii Văcărescu, pentru a fi aflate numele altor conspiratori. Proroceanul a fost spânzurat de Văcărescu la Rușii de Vede, iar Staico a fost spânzurat la Târgul-de-Afară al Bucureștilor, ambii în zile de târg.
Când Brâncoveanu a fost nevoit să părăsească scaunul pentru a-l întâlni pe sultan în 1695, la Dimirikapi, Târgoviștea a fost lăsat în paza stolnicului Constantin Cantacuzino și a vel agăi (comandant de infanterie și miliție) Ianache Văcărescu. În această dregătorie era și 1703, când după a fost îmbrăcat de domn în conteș cu samur, după periculoasa chemare la Adrianopole.
Din acel an, Văcărescu a fost capuchehaie a lui Brâncoveanu la Constantinopole pentru mai mulți ani, și a întreprins mai multe călătorii la Constantinopole în numele domnului, ca de exemplu în 1706 și 1707, când a fost trimis pe lângă otomani pentru a obține scăderea tributului. A fost de asemenea mare vistiernic (echivalentul unui ministru de finanțe).
În 1714, lui Brâncoveanu i-a parvenit știrea că avea să fie mazilit, însă, după cum notează Del Chiaro în Revoluțiile Valahiei, o mână de boieri, dintre care unul a sfârșit executat alături de el, fiind probabil vorba de Văcărescu, au nesocotit vestea considerând-o drept încercare a expeditorului ei de a obține bani de sărbătoarea Paștelui. Văcărescu a fost torturat trimis la Constantinopol, iar la 15/26 august 1714 a fost decapitat în fața sultanului și a reprezentanților ambasadelor străine.
Văcărescu a fost de asemenea implicat în refacerea de monumente religioase, fiind ispravnic la repararea Bisericii domnești din Târgoviște (între 1698-1699), la Biserica Sfântul Gheorghe Nou din București (terminată în 1699) și la refacerea de iznoavă a Bisericii dintr-o zi (în 1702). Este de asemenea, alături de soție și o parte din copii, printre ctitorii Mitropoliei din Târgoviște.
Asemenea altor boieri ai vremii sale, Ianache Văcărescu a sporit de-a lungul carierei sale politice numărul moșiilor deținute, întrând la un moment-dat în conflict cu fratele său Ivan din această cauză.

## Posteritate
Ianache Văcărescu a fost căsătorit cu Stanca, fiica boierului Cojescu, cu care a avut opt copii, patru fete (Maria, Ilinca, Bălașa și Neacșa) și 4 fii (Radu, Constantin, Barbu și Ștefan). Prin Ștefan Văcărescu, Ianache este bunicul istoricului și poetului care avea să îi poarte numele, și care avea să desfășoare o carieră politică de succes în a doua jumătate a secolului al XVIII-lea, sub domnii fanarioți.
Alături de Constantin Brâncoveanu și cei patru fii ai săi, Ianache Văcărescu a fost canonizat de Biserica Ortodoxă Română în anul 1992, praznicul lor fiind fixat pe 16 august, pentru a nu coincide cu Sărbătoarea Adormirea Maicii Domnului (15 august). 